# Западинська вулиця
Запа́динська ву́лиця — вулиця в Подільському районі міста Києва, місцевість Пріорка. Пролягає від Вишгородської до Перемишльської вулиці.

## Історія
Вулиця виникла на початку XX століття. Назва походить від місцевості Запа́динка (Запа́динці) і Запа́динського струмка, що протікає поряд (на початку 1980-х років взятий у колектор у зв'язку із будівництвом Мостицького житлового масиву). Паралельна назва до середини XX століття — Лисогі́рська. Поряд існував ряд інших вулиць під назвою Запа́динська, які у середині XX століття були перейменовані і згодом зникли у зв'язку із переплануванням місцевості.
На вулиці збереглися залишки малоповерхової забудови 1-ї половини ХХ ст.

## Зображення

Будинок № 6